# Vít Ondrášek
Vít Ondrášek (9. června 1896 Koryčany – ?) byl československý legionář, důstojník a jeden z velitelů Pražského povstání.

## Život

### Před první světovou válkou
Vít Ondrášek se narodil 9. června 1896 v Koryčanech na Kroměřížsku. Mezi lety 1908 a 1915 vystudoval reálné gymnázium v Kyjově, na úspěšné složení maturitní zkoušky ale musel z důvodu válečných událostí počkat až do roku 1919.

### První světová válka
V listopadu 1915 byl Vít Ondrášek povolán do c. a k. armády a na pozici velitele čety odeslán na srbskou frontu, kde 1. června 1916 padl do zajetí. Dne 16. srpna téhož roku dobrovolně vstoupil do srbské armády a opět jako velitel čety sloužil v Oděse, od července do října 1917 pak na frontě u Soluně. K 1. listopadu 1917 vstoupil do Československých legií a přesunul se do Francie, kde se zúčastnil bojů u Remeše, Vouziers a v Alsasku. Do Československa se vrátil v lednu 1919 v hodnosti kapitána.

### Mezi světovými válkami
Vít Ondrášek zůstal po návratu z legií v armádní službě. Začal jí působením na funkci velitele kulometné čety pěšího pluku 22 v Kladně a poté na různých velitelských funkcích u dragounských pluků. Následně absolvoval jezdeckou aplikační školu ve Francii a poté k 1. lednu 1925 nastoupil jako pedagog do vojenského jezdeckého učiliště v Pardubicích. V srpnu 1928 začal studovat Vysokou školu válečnou v Praze, poté od září 1928 Vysokou školu válečnou v Paříži. Po návratu v roce 1930 působil na štábu 7. divize v Olomouci a od září následujícího roku opět na vojenském jezdeckém učilišti v Pardubicích, kde se stal velitelem školy pro velitele eskadron. V září 1933 přešel na Vysokou školu válečnou do Prahy, kde vyučoval taktiku jezdectva. Během všeobecné mobilizace v roce 1938 zastával post náčelníka štábu 4. divize v Hradci Králové, po jejím odvolání zástupce velitele a velitele 1. korouhve dragounského pluku 1 v Terezíně.

### Druhá světová válka
Po německé okupaci a rozpuštění Československé armády byl Vít Ondrášek k 9. červenci 1939 přeložen na funkci zemského rady pražského Národního muzea, v září 1941 pak do výslužby. Od dubna 1942 pracoval jako zaměstnanec v soukromém sektoru. V březnu 1944 se zapojil do struktur Vojenského velitelství Velké Prahy Bartoš připravujícího protinacistické povstání, na podzim téhož roku se pak stal vedoucím ilegální komunistické buňky v košířské továrně V. V. Pešl, kde pracoval. Po vypuknutí Pražského povstání zastával funkci zástupce velitele Vojenského velitelství Praha-Střed.

### Po druhé světové válce
Vít Ondrášek pokračoval v armádní službě i po skončení druhé světové války. Mezi srpnem 1945 a listopadem 1946 působil na velitelství I. vojenské oblasti v Praze, do 15. května 1947 se účastnil bojů proti Ukrajinské povstalecké armádě na východním Slovensku. Patřil k důstojníkům, kteří tzv. Vítězný únor přijali kladně. Mezi zářím 1948 a říjnem 1949 absolvoval III. kurz vyšších velitelů, poté působil jako velitel týlu Vojenské oblasti 4. Službu ukončil v hodnosti plukovníka k 30. září 1950 ze zdravotních důvodů.

## Vyznamenání
- 1918 Československý válečný kříž 1914–1918 s ratolestí
- 1918 Croix de guerre
- 1921 Zlatá medaile Miloše Obiliče
- 1922 Československá revoluční medaile
- 1922 Československá medaile Vítězství
- 1926 Řád čestné legie